# Campania HeforShe
HeForShe (El pentru Ea) este o campanie de solidaritate pentru emanciparea femeilor inițiată de UN Women. Scopul acesteia este de a promova egalitatea prin încurajarea bărbaților de a se implica activ în lupta împotriva inegalității dintre femei și bărbați. Plecând de la ideea că egalitatea de gen este o problemă ce afectează toată lumea din punct de vedere social, economic și politic, campania dorește să implice băieții și bărbații în ceea ce se considera înainte a fi „lupta femeilor de către femei”.
Site-ul HeForShe conține o hartă care folosește geolocalizarea pentru înregistrarea angajamentului asumat al băieților și bărbaților privind această campanie. De asemenea, site-ul cuprinde și planuri de implementare pentru agențiile ONU, indivizi și societatea civilă.
„Inițial, am pus întrebarea, 'Le pasă bărbaților de egalitatea de gen?' și am aflat că le pasă, a spus Elizabeth Nyamayaro, consultant senior al directorului executiv UN Women. „Apoi am început să primim multe emailuri de la bărbați care s-au semnat și care acum vor să facă mai mult.” 

## Istoric
Campania HeForShe a fost lansată pe 20 septembrie 2014 la sediul ONU din New York de către Ambasadoarea UN Women Emma Watson care a ținut un discurs memorabil despre calea ei către feminism și a invitat bărbații din toată lumea să se împlice în promovarea egalității de gen. Aceasta spune că HeforShe este despre libertate și dorește ca „bărbații să preia această mentalitate pentru ca fiicele, mamele și surorile lor să fie eliberate de prejudecăți și pentru ca fiii lor să aibă permisiunea de a fi vulnerabili”

## Misiune
Campania are scopul de a se alinia cu Planul Strategic al UN Women care se bazează pe următorii piloni:
- accelerarea dezvoltării economice a femeilor
- încurajarea participării femeilor la viața politică și în funcții de conducere
- sprijinirea rolului femeilor în pace și securitate
- eliminarea violenței de gen

### Proiectul IMPACT 10x10x10[6]
UN Women a lansat Proiectul IMPACT 10x10x10 pe 23 ianuarie 2015 pentru a înainta în lupta pentru emanciparea femeilor și egalitatea de gen. Această inițiativă a fost gândită ca un plan de la trei la cinci ani în care toate eforturile să se concentreze asupra guvernelor, corporațiilor și universităților ca instrumente ale schimbării. 
IMPACT 10x10x10 Champions își propune să obțină angajamentul formal din partea a 10 personalități din domeniul Universitatii, administratiei si sectorului privat în scopul învingerii inegalității de gen. Astfel, 10 șefi de stat, 10 reprezentanți ai întreprinderilor și 10 rectori de Universitate se angajează să promoveze egalitatea de gen în domeniile în care acționează. 
În topul de 8 Campioni Șefi de Stat se află și România (alături de Finlanda, Islanda,Republica Indonezia, Japonia, Republica Malawi, Rwanda, Suedia). 
Klaus Werner Iohannis a făcut următoarea declarație la lansarea „Raportului comun HeForShe 10x10x10 IMPACT Champions”: “În România, suntem pe deplin angajați în susținerea unei abordări integratoare a egalității de gen ca element-cheie pentru promovarea politicilor sensibile la problematica egalității de gen și ca un instrument puternic de protecție și sprijin pentru victimele violenței domestice“

### Conversație pe Facebook cu Emma Watson cu ocazia Zilei Internaționale a Femeii
Pentru a celebra Ziua Internațională a Femeii pe 8 martie 2015, Emma Watson a găzduit o conversație live pe Facebook în care a vorbit despre problemele identificate în egalitatea de gen plecând de la plata inegală până la aspecte ce afectează și stereotipurile privind rolurile și identitățile de gen.

## Criticile la adresa Campaniei HeForShe
Au fost aduse critici la adresa numelui campaniei care presupune existența unui cuplu: el și ea. De asemenea, este luat în considerare și stereotipul conform căruia bărbatul puternic trebuie să se implice pentru a apăra femeia sensibilă, în postura de victimă. O parte din critici se concentrează asupra ideii că această campanie este condusă de femei privilegiate ale ONU care nu au fost victime ale inegalității de gen.